# Ana Soto
Pour les articles homonymes, voir Soto.
Ana Soto est une biologiste d'origine argentine, ancienne titulaire de la chaire Blaise-Pascal de biologie 2013 à l'Ecole Normale Supérieure de Paris, chercheuse à la Tufts University de Boston,  pionnière de la recherche sur les effets des perturbateurs endocriniens et lanceuse d'alerte. Elle découvre, avec Carlos Sonnenschein, l'action mimétique des  œstrogènes par des produits plastiques et met à jour, avec lui, les liens entre le cancer du sein et l'exposition au bisphénol A, permettant l'interdiction de ce dernier dans les contenants alimentaires.

## Carrière universitaire
Ana Soto étudie à l'université de Buenos Aires, où elle obtient un diplôme de médecin. Après un post-doctorat au département de chimie biologique, elle rejoint, à l’Université Tufts de Boston, l'équipe du professeur Carlos Sonnenschein qui a mis au point la première lignée cellulaire œstrogénique. Elle est ensuite nommée professeure de biologie dans la même université. Elle est titulaire de la chaire Blaise Pascal de Biologie à l'ENS, où elle a coordonné un groupe de travail sur la théorie des organismes. Ses travaux portent sur les mécanismes par lesquels les perturbateurs endocriniens altèrent la morphogenèse, et plus particulièrement sur les effets des perturbateurs endocriniens (principalement le bisphénol A) sur les glandes mammaires. 
Ses recherches sont  parmi les premières à mettre en évidence que les œstrogènes et les androgènes suivent une courbe dose-réponse en cloche, ce qui conduit à mettre l’accent sur les effets des faibles doses. Ce constat  bousculent le paradigme classique de la toxicologie qui, depuis Paracelse, considérait que « c'est la dose qui fait le poison ».
Ses recherches s’inscrivent dans le cadre plus général de la cancérogenèse (processus de formation des cancers). Elle est co-auteure d’environ 200 publications répertoriées par la base de données Medline, dont la plupart dans les revues de référence.

## Contributions notables
C’est de façon « accidentelle » qu’Ana Soto  découvre le phénomène de la perturbation endocrinienne. Elle remarque que des cellules témoins, cultivées en tube à essai, présentent un développement supérieur à celui de cellules qu'elle testait dans d'autres récipients. Elle met ainsi en évidence le rôle du nonylphénol, un constituant des tubes en polystyrène. Cette découverte aboutit à la mise au point d’un test cellulaire, aujourd’hui adopté comme test de référence pour détecter des substances ayant un effet œstrogénique (test E-screen (en)). La découverte du premier effet œstrogènique dans les produits plastiques l'amène à mettre en évidence le rôle de perturbateurs endocriniens de nombreuses molécules d’usage courant dans les produits industriels. 
La notion de perturbateur endocrinien se développe  à l’issue de la rencontre de Wingspread (Wisconsin, États-Unis), qui s'est tenue du 26 au 28 juillet 1991 à l’initiative de la chercheuse américaine Theo Colborn. Cette rencontre réunit une vingtaine de chercheurs représentant de nombreuses disciplines scientifiques, dont Ana Soto pour la biologie. Au cours des discussions est progressivement apparue l'idée que tout un ensemble de perturbations, dues à différentes substances, relêvent d'un même mécanisme : l'action mimétique des hormones naturelles par des produits chimiques présents dans l'environnement. Ana Soto est une des principales rédactrices de la déclaration publiée à l'issue de la conférence. Cette déclaration s'ouvre par l'énoncé du problème : 

« De nombreux composés libérés dans l’environnement par les activités humaines sont capables de dérégler le système endocrinien des animaux, y compris l’Homme. Les conséquences de tels dérèglements peuvent être graves, en raison du rôle de premier plan que les hormones jouent dans le développement de l’organisme. »

En 1993, Ana Soto cosigne avec Theo Colborn un article fondateur mettant en avant l’importance du lien entre santé humaine et santé de l’écosystème.
En 2012, il est démontré par des travaux d'Ana Soto, d'Andrew Tharp et de Maricel Maffini que chez les primates, l'exposition au bisphénol A augmente l'incidence de cancers mammaires.

## Distinctions
- 2004 : Breast Cancer Fund Science Hero Award pour ses travaux scientifiques sur la carcinogenèse[6]
- 2012 : prix Jacob Heskel Gabbay, partagé avec le Dr. Carlos Sonnenschein et le Dr. Patricia Hunt, pour ses travaux sur les effets du bisphénol A sur la santé[7]
- 2019 : Médaille Grand Vermeil de la Ville de Paris pour son rôle pionnier dans la découverte de la perturbation endocrinienne[8]

## Publications
Ana Soto, Carlos Sonnenschein, La société des cellules - Nouvelle approche du cancer, Syllepse, 2006  (ISBN 2849500380).